# Stories World Tour
El Stories World Tour fue la segunda y última gira musical mundial del disc jockey y productor sueco Avicii, que comenzó el 27 de febrero de 2015, en el Estadio Mount Smart en Auckland, Nueva Zelanda; y terminó el 29 de agosto de ese año en Daresbury.

## Fechas del tour
| Fecha                 | Ciudad      | País           | Lugar                         | Asistencia | Recaudación |
| Oceanía               | Oceanía     | Oceanía        | Oceanía                       | Oceanía    | Oceanía     |
| --------------------- | ----------- | -------------- | ----------------------------- | ---------- | ----------- |
| 27 de febrero de 2015 | Auckland    | Nueva Zelanda  | Mount Smart Stadium           | —          | —           |
| 28 de febrero de 2015 | Sídney      | Australia      | Randwick Racecourse           | —          | —           |
| 1 de marzo de 2015    | Sídney      | Australia      | Randwick Racecourse           | —          | —           |
| 1 de marzo de 2015    | Perth       | Australia      | HBF Arena                     | —          | —           |
| 2 de marzo de 2015    | Perth       | Australia      | HBF Arena                     | —          | —           |
| 6 de marzo de 2015    | Brisbane    | Australia      | RNA Showgrounds               | —          | —           |
| 7 de marzo de 2015    | Brisbane    | Australia      | RNA Showgrounds               | —          | —           |
| 8 de marzo de 2015    | Melbourne   | Australia      | Flemington Racecourse         | —          | —           |
| 9 de marzo de 2015    | Melbourne   | Australia      | Flemington Racecourse         | —          | —           |
| 9 de marzo de 2015    | Adelaida    | Australia      | Adelaide Showgrounds          | —          | —           |
| Asia                  |             |                |                               |            |             |
| 13 de marzo de 2015   | Singapur    | Singapur       | Centro de Exhibiciones Changi | —          | —           |
| 14 de marzo de 2015   | Yakarta     | Indonesia      | Become One Festival           | —          | —           |
| Norte América         |             |                |                               |            |             |
| 27 de marzo de 2015   | Miami       | Estados Unidos | Ultra Music Festival          | —          | —           |
| 28 de marzo de 2015   | Las Vegas   | Estados Unidos | Encore Las Vegas              | —          | —           |
| 31 de marzo de 2015   | Las Vegas   | Estados Unidos | Encore Las Vegas              | —          | —           |
| 11 de abril de 2015   | Las Vegas   | Estados Unidos | Encore Las Vegas              | —          | —           |
| 18 de abril de 2015   | Las Vegas   | Estados Unidos | Encore Las Vegas              | —          | —           |
| 1 de mayo de 2015     | Las Vegas   | Estados Unidos | Encore Las Vegas              | —          | —           |
| 9 de mayo de 2015     | Las Vegas   | Estados Unidos | Encore Las Vegas              | —          | —           |
| 16 de mayo de 2015    | Las Vegas   | Estados Unidos | Encore Las Vegas              | —          | —           |
| 24 de mayo de 2015    | Las Vegas   | Estados Unidos | Encore Las Vegas              | —          | —           |
| Europa                |             |                |                               |            |             |
| 29 de mayo de 2015    | Gotemburgo  | Suecia         | Ullevi                        | —          | —           |
| 30 de mayo de 2015    | Oslo        | Noruega        | Bislett Stadion               | —          | —           |
| África                |             |                |                               |            |             |
| 1.º de junio de 2015  | Rabat       | Marruecos      | Mawazine                      | —          | —           |
| Europa                |             |                |                               |            |             |
| 5 de junio de 2015    | Frankfurt   | Alemania       | Commerzbank-Arena             | —          | —           |
| 12 de junio de 2015   | Estocolmo   | Suecia         | Gärdet                        | —          | —           |
| 13 de junio de 2015   | Landgraaf   | Países Bajos   | Pinkpop Festival              | —          | —           |
| 3 de julio de 2015    | Dublín      | Irlanda        | Marlay Park                   | —          | —           |
| 4 de julio de 2015    | Londres     | Inglaterra     | Finsbury Park                 | —          | —           |
| 10 de julio de 2015   | Le Barcarès | Francia        | Electrobeach Music Festival   | —          | —           |
| 11 de julio de 2015   | Chorley     | Inglaterra     | T in the Park                 | —          | —           |
| 11 de julio de 2015   | Kinross     | Escocia        | T in the Park                 | —          | —           |
| 24 de julio de 2015   | Boom        | Bélgica        | Tomorrowland                  | —          | —           |
| 31 de julio de 2015   | Cluj-Napoca | Rumanía        | Untold Festival               | —          | —           |
| 7 de agosto de 2015   | Skanderborg | Dinamarca      | Skanderborg Festival          | —          | —           |
| 8 de agosto de 2015   | Helsinki    | Finlandia      | Weekend Festival              | —          | —           |
| 21 de agosto de 2015  | Graz        | Austria        | Lake Festival                 | —          | —           |
| 28 de agosto de 2015  | Daresbury   | Inglaterra     | Creamfields                   | —          | —           |
| 29 de agosto de 2015  | Daresbury   | Inglaterra     | Creamfields                   | —          | —           |
| TOTAL                 | TOTAL       | TOTAL          | TOTAL                         | —          | —           |